# Kabukichō

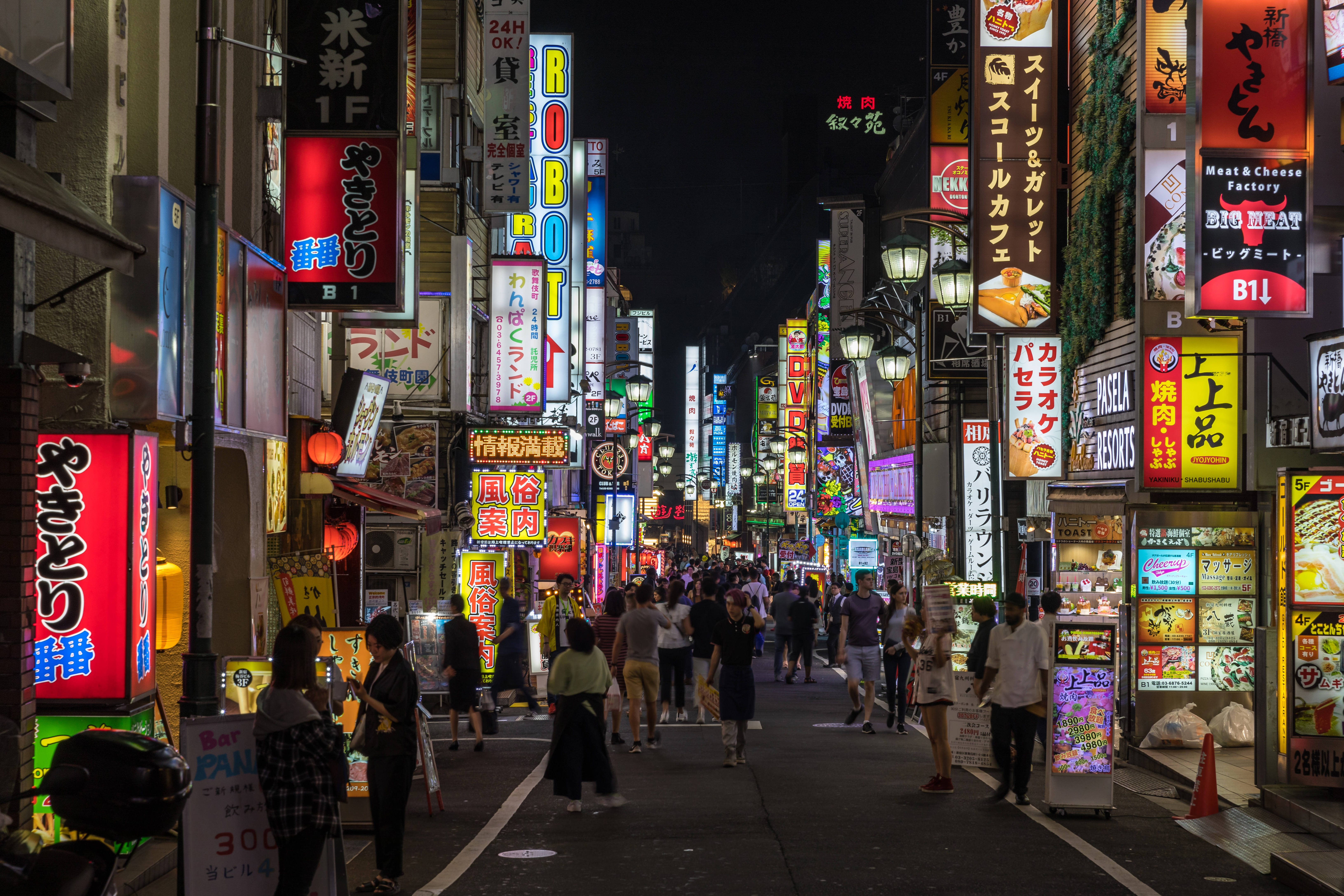
Straße voller Neonreklame in Kabukichō

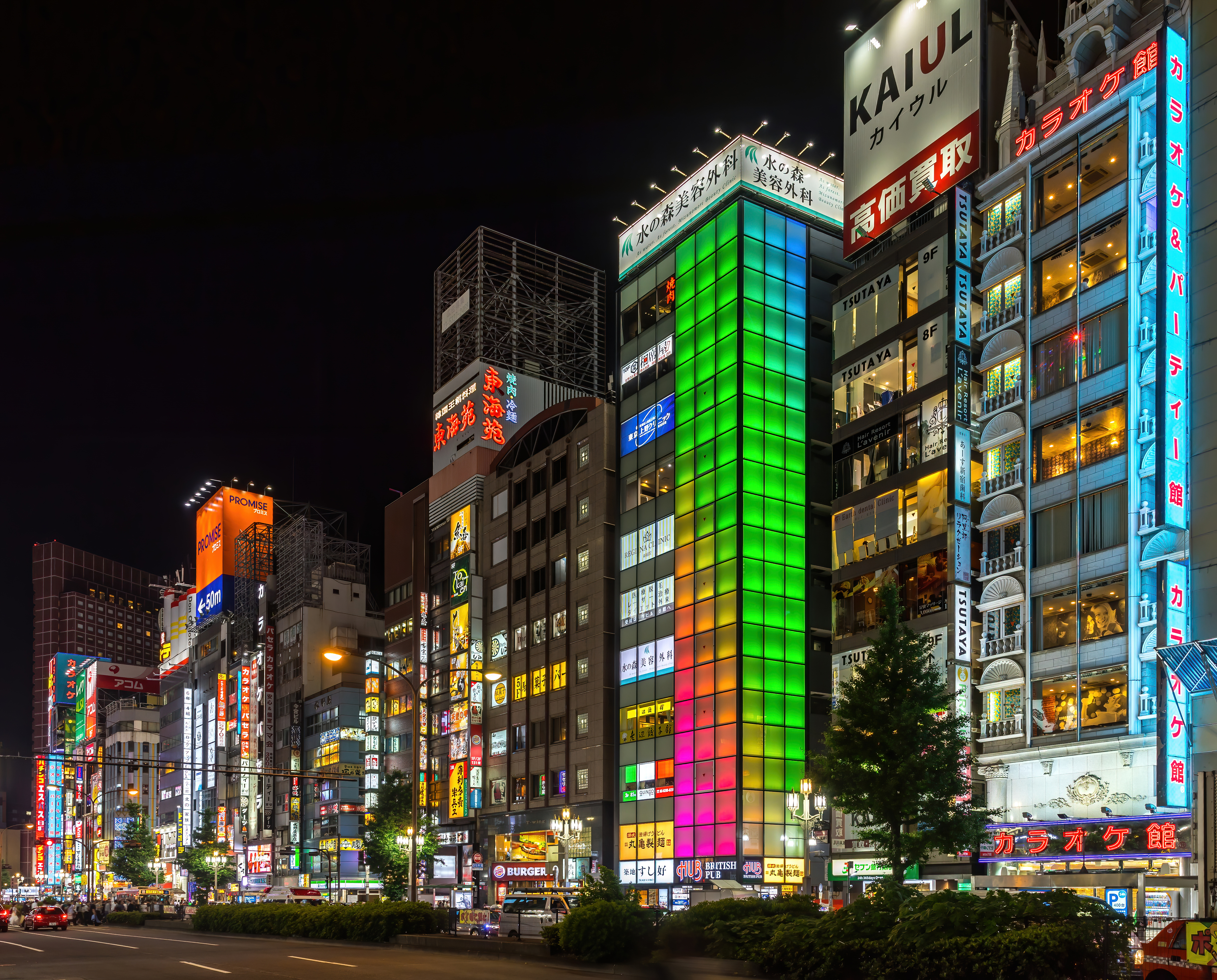
Bunt beleuchtete Fassaden in der Nacht

Kabukichō (jap. 歌舞伎町) ist ein Stadtteil im Tokioter Bezirk Shinjuku, der vor allem als Rotlichtviertel bekannt ist und direkt hinter dem Ostausgang des Bahnhofes Shinjuku beginnt.

## Geschichte und Besonderheiten
Der Stadtteil entwickelte sich nach Ende des Zweiten Weltkrieges von einem gewöhnlichen Wohnviertel zum heute weltbekannten Rotlichtviertel. Ursprünglich Tsunohazu 角筈 genannt, bekam er seinen heutigen Namen in Anlehnung an ein ab den 1940er Jahren geplantes, jedoch nie fertiggestelltes Kabuki-Theater.
Kabukichō bietet eine Vielzahl von Unterhaltungsbetrieben, neben Hostessenbars auch Izakaya, Nachtklubs, Restaurants, Kinos, Karaokebars, Spielhallen und vor allem zahlreiche für Japans Großstädte typische Love Hotels. Bekannt ist der Stadtteil insbesondere durch die Hausfassaden voller Neonreklame. Darüber hinaus befinden sich in Kabukichō das Rathaus von Shinjuku und der Bahnhof Seibu-Shinjuku. Die Postleitzahl von Kabukichō ist 160-0021. Bei der Volkszählung 2005 hatte der Stadtteil insgesamt 2.298 Einwohner.
In der Nähe von Kabukichō befindet sich des Weiteren Nichōme, ein Schwulenviertel.
Literarisch wurde dem Stadtteil in dem Roman In der Misosuppe von Ryū Murakami ein gesellschaftskritisches Denkmal gesetzt.
Die Videospielreihe Yakuza aus dem Hause SEGA verwendete den Stadtteil als Vorlage für den fiktiven Stadtteil Kamurocho.